# Stenophylax meridiorientalis
Stenophylax meridiorientalis là một loài Trichoptera trong họ Limnephilidae. Chúng phân bố ở miền Cổ bắc.